# دقاق دمور یالیق
تُقَاق تيمور ياليج ((بالتركية: Dukak bey)‏ ؛ (بالتركمانية: Dukak beg)‏) أو «تُقاق» كما في المصادر العربية والإنكليزية،  كان قائد الجيش في دولة اوغوز ياغبو ووالد سلجوق، مؤسس ما يُسمى سلالة السلاجقة، والذي أسس حفيده طغرل بك الإمبراطورية السلجوقية الكبرى في القرن الحادي عشر وتعني كلمة «دقاق تيمور ياليج» حرفياً «القوس الحديدي» في اللغة التركية القديمة.

## الأصل
لا يُعرف سوى القليل عن دُقاق أو أنشطته المُبكرة. معظم التفاصيل غير مؤكدة وتأتي من مصادر مكتوبة أو شفوية لاحقاً، خاصة بعد معركة دنداقان. ومع ذلك، يُفترض عمومًا أنه هو وأحفاده البارزون ينتمون إلى قبيلة قنق التابعة لترك الأوغوز. 75–76 كان اسم والده قرقجي. كان إما حدادًا محليًا شهيرًا أو خبيرًا في صناعة الخيام. تشير مصادر موثوقة إلى حد ما إلى أن دقاق كان في الخدمة العسكرية لولاية أوغوز يابغو في المراحل الأخيرة من حياته ولعب دورًا مهمًا بين الأتراك الأوغوز. لقبه «القوس الحديدي» يوحي بأنه لم يكن جنديًا عاديًا، ويعتبر السهم والقوس «علامة على السيادة» في ثقافة أتراك الأوغوز، ومنح لقبه - دقاق - ربما كان القائد العام لجيش الأوغوز، أو رجل دولة قوي. على الأرجح كان لديه قوة ونفوذ هائلين في ولاية أوغوز يابغو.

## الانتماءات

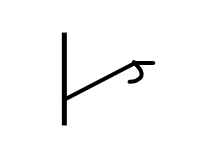
تمغا من قبيلة اوغوز التركمان في قنق التي ينتمي اليها دقاق

تذكر الملحمة الفارسية ملک نمة (كتاب الملوك) محاربًا يُدعى دقاق خدم خاقان الخزر، ومن المحتمل أن يكون قد خدم الخزر قبل الانهيار الكارثي لدولة الخزر نتيجة ضغط شعوب الكومان ثم تحالفه مع دولة أوغوز يابغو حيث بقي فيها.
على الرغم من أن دقاق كان شخصية مهمة في أوغوز يابغو، لكن علاقته كانت متوترة مع قادة الدولة المؤثرين الآخرين لأنه اعترض على سياستهم في مداهمة قبائل الأوغوز الأخرى أو الشعب التركي. من المُحتمل أن يكون لدى سلجوق، ابن دقاق، وجهات نظر مماثلة. قد يكون هذا قد دفع الأتراك غير القنقيين داخل ولاية أوغوز يابغو للانضمام إلى قبيلة السلاجقة عندما انفصلوا عن أوغوز يابغو وانتقلوا إلى وطن جديد في ما وراء النهر بالقرب من مرو. سيأخذ هذا أهمية كبيرة حيث أصبح السلاجقة التركمان قوة هائلة في المنطقة، مما يمكنهم من تحدي الغزنويين وبالتالي بدء تقدمهم السريع في أن يصبحوا إمبراطورية قوية.
يُعتقد أن دقاق قد توفي عام 924. بعد وفاته، عُيِّن ابنه سلجوق قائداً عاماً لجيش الأوغوز.
في عام 961، غادر السلاجقة ولاية أوغوز مع «بخيولهم وأغنامهم» وسافر إلى بلاد ما وراء النهر مع بعض قبائل أوغوز الأخرى، وبعد أن اعتنقه ووقبيلته الإسلام، ورفضوا لاحقًا دفع الضرائب لولاية أوغوز يابغو لأنهم لم يكونوا مسلمين، فأسسوا إمارةً مُستقلة. 

## أُنظر أيضاً
- خزر خاقانات
- ولاية أوغوز يابغو
- أوغوز الأتراك
- قنق
- السلالة السلجوقية
- الدولة السلجوقية
- طغرل بك